# Arunima Sinha
Pour les articles homonymes, voir Sinha.
Arunima Sinha, née dans le district d'Ambedkar Nagar le 20 juillet 1988 est la première alpiniste indienne amputée à avoir gravi l'Everest.

## Biographie
Étudiante à l’Awadh University de Faizabad et joueuse de volleyball au niveau national, Arunima Sinha subit une amputation de la jambe gauche en 2011 après avoir été jetée d’un train par des hommes qui cherchaient à lui dérober la chaîne en or qu'elle portait. Pendant ses quatre mois de convalescence à l'All India Institute of Medical Sciences de New Delhi, elle décide de gravir l'Everest.
Elle contacte alors Bachendri Pal, première alpiniste indienne à atteindre le sommet de l'Everest, qui accepte d'encadrer sa préparation au camp de la Tata Steel Adventure Foundation (TSAF) à Uttarkashi. Elle poursuit sa préparation en 2012 par une ascension du Imja Tse, et du Chamser Kangri (6 622 mètres d'altitude) dans le Ladakh, avec Susen Mahto, une instructrice de la TSAF.
Son expédition d'ascension de l'Everest commence le premier avril 2013. Le 21 mai, elle atteint le sommet à 10 h 55 après 17 heures d'ascension.

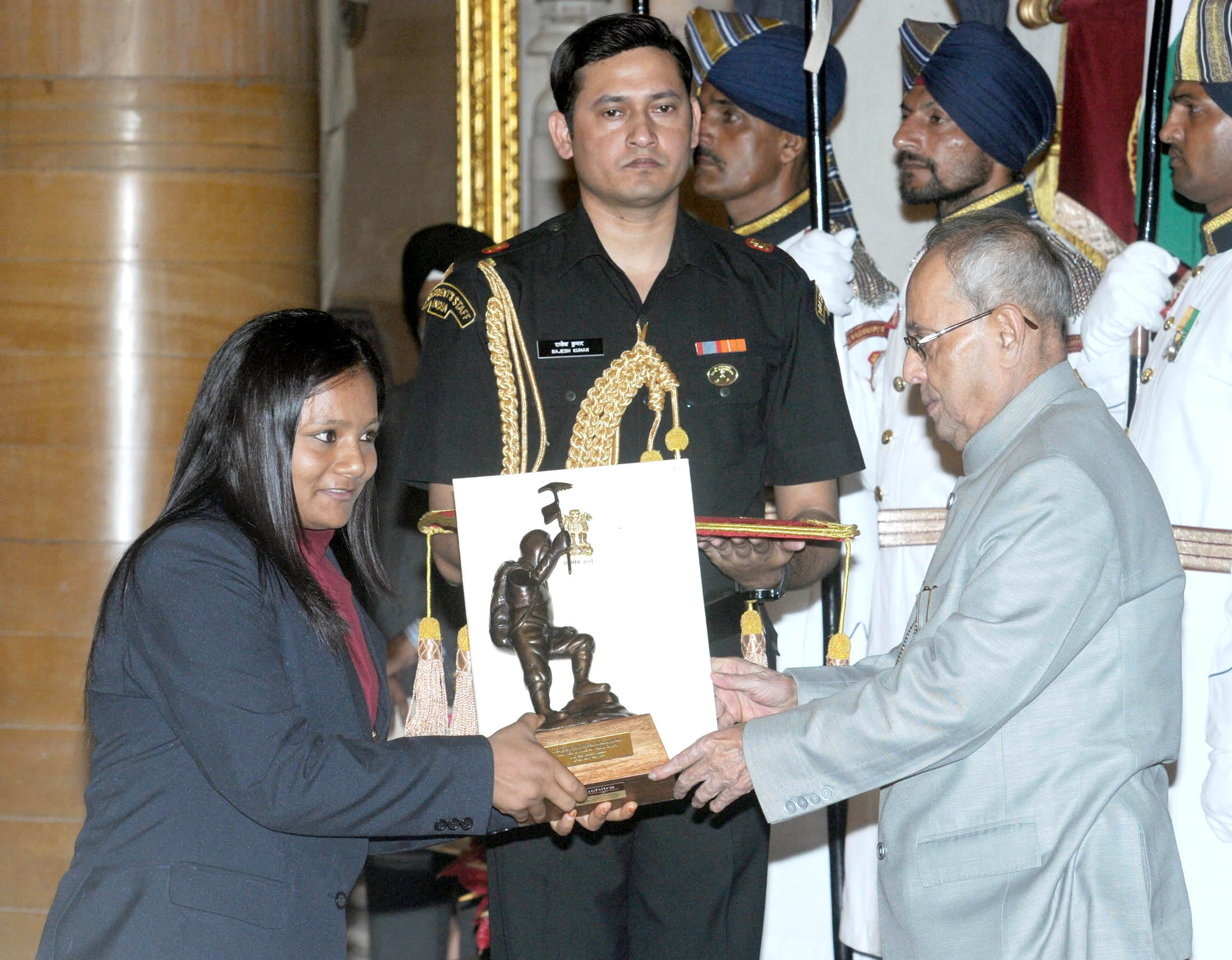
Arunima Sinha reçoit le prix Tenzing Norgay National Adventure Award des mains du président indien Pranab Mukherjee, lors de la cérémonie de remise du 29 août 2015 à Rashtrapati Bhavan, à New Delhi.

À la suite de cette ascension, elle reçoit les félicitations du ministre en chef de l’Uttar Pradesh, Akhilesh Yadav, ainsi que du ministre indien des sports Jitendra Singh. Le 12 décembre 2014, elle est reçue par le Premier ministre indien Narendra Modi pour le lancement du livre qui raconte cette expérience : Born Again on the Mountain. A Story of Losing Everything and Finding it Back. En 2015, le président indien Pranab Mukherjee lui remet la Padma Shri, quatrième plus haute distinction civile dans la République de l'Inde, en 2015, ainsi que le Tenzing Norgay National Adventure Award 2014-15,. 
Arunima Sinha gravit ensuite des sommets majeurs sur d'autres continents, dont plusieurs des sept sommets. En 2018, l'université de Strathclyde lui décerne un doctorat honoris causa.

## Ascensions
- 2013 - Ascension de l'Everest[13]
- 2014 - Ascension du Kilimandjaro[14]
- 2014 - Ascension de l'Elbrouz[15]
- 2015 - Ascension du Breithorn[16]
- 2015 - Ascension de l'Aconcagua[17]
- 2016 - Ascension du Puncak Jaya[18]
- 2019 - Ascension du Massif Vinson[19].